# 王圈水库
王圈水库，位于中华人民共和国山东省青岛市即墨区温泉街道与金口镇交界处，莲阴河中游，直接汇水面积44平方公里。水库总容量4320万立方米，兴利库容1856万立方米。大坝是黄粘土均质坝，主坝长200米，最大坝高25.5米，顶宽6米，坝顶高程51.7米；副坝长950米，坝高与主坝相同，开敞式溢洪道，顶高44米，净宽30米，最大泄量730秒·立方米；放水洞为廊道式涵管，流量3.74秒立方米。

## 沿革
1959年11月兴建， 1960年8月基本完工。1963、1964两年，对大坝第一次进行培土加高。1967年，开挖了30米宽的溢洪道。1968年，为解决原工程来水不足的问题，又在龙化河和横河上游拦截了28平方千米的径流，通过引水渠并入水库，最大引水流量96.4秒立方米。1977年，又将大坝加高1.5米，并筑了1.2米高的防浪墙，坝前护坡都达到坝顶高程。1981至1982年，在坝顶修筑了碎石路面，对坝顶和背水面全面进行了整修，架设了坝顶照明线路。 